# Johann David Heinichen
Johann David Heinichen (Krössuln, 17 aprile 1683 – Dresda, 16 luglio 1729) è stato un compositore tedesco.
Risiedette in Italia dal 1710 al 1716, per lo più a Venezia. Fu Kapellmeister della corte di Sassonia.

## Biografia
Nacque a Krössuln, vicino a Weißenfels, il 17 aprile 1683. La sua era una famiglia di operai della classe media, conciatori, fabbricanti di aghi e di sapone, originari della zona dell'Anhalt-Sächsen. Tuttavia il padre di Johann David, Michael Heinichen, era il pastore della chiesa locale, e aveva studiato alla Thomasschule di Lipsia.

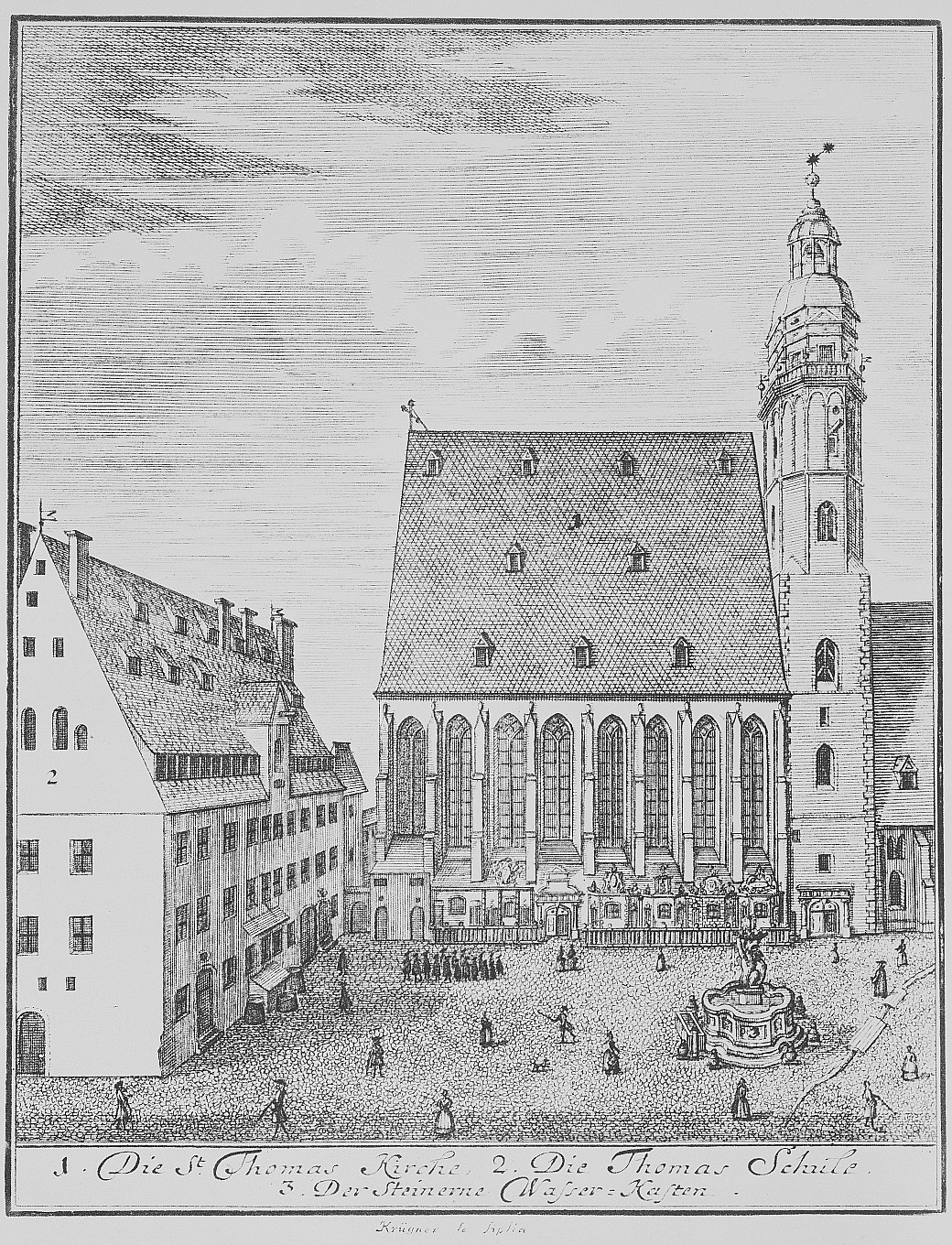
La Thomasschule di Lipsia, dove studiò il giovane Heinichen

Il giovane Johann David, a soli tredici anni aveva "composto e diretto personalmente numerose composizioni sacre in piccoli villaggi" secondo le sue stesse parole. Anch'egli, come suo padre, entrò alla Thomasschule (il 30 marzo 1696). In questo istituto la musica era tenuta in grande considerazione.
Sebbene studiasse con il Kantor dell'epoca (Johann Schelle), il ragazzo seguì lezioni private di clavicembalo e organo con Johann Kuhnau. Dopo la morte di Schelle, quest'ultimo gli succedette nel posto di Kantor.
Anche Johann Christoph Graupner era un allievo di Kuhnau. Mattheson riferisce che Graupner e Heinichen studiarono composizione insieme in questo periodo.
I due studenti ottennero la fiducia del Kantor, in quanto furono i primi a mostrare attitudine verso la musica, e divennero suoi assistenti.
Heinichen studiò legge (come usavano fare molti compositori dell'epoca, tra cui Graupner, Georg Philipp Telemann e il sopracitato Kuhnau). Nel 1702, pertanto entrò all'Università di Lipsia e si diplomò nel 1705-1706.
Una volta diventato avvocato si trasferì a Weissenfels, vicino alla sua città natale. A Weissenfels era situata la corte di Giovanni Giorgio di Sassonia-Weissenfels, che costituiva un centro musicale attivo. Vi lavorava come Kappellmeister (maestro di cappella) Johann Phillip Kreiger, compositore di opere e cantate, che tra l'altro aveva studiato in Italia. Kreiger influenzò indubbiamente il giovane Heinichen, e diresse anche una sua cantata nel 1711. Heinichen, in quel periodo, conobbe anche Reinhard Keiser.
Grazie all'appoggio di Samuel Ernst Dobricht, Heinichen debuttò come operista nel 1709 con Der angenehme Betrug oder der Carneval von Venedig. Negli anni seguenti compose tre opere, di cui solo l'ultima, Der gluckliche Liebeswechsel oder Paris und Helena, ci è pervenuta. Nello stesso periodo (1711), Heinichen scrisse il trattato Neu erfundene und gründliche Anweisung... .zu vollkommener Erlernung des General-Basses, che trattava della corretta realizzazione del basso continuo.

### Periodo italiano
Nel 1710 iniziò il suo viaggio in Italia, che gli diede le sufficienti credenziali per lavorare poi presso la corte di Augusto II di Polonia.
Non si sa molto di questo suo periodo italiano, in quanto le fonti pervenuteci sono confuse e incomplete.
Passò un primo periodo a Venezia, dove tentò di far rappresentare alcune sue opere al Teatro Sant'Angelo.
Il tentativo non ebbe successo, e sfociò in un'azione legale ai danni del teatro.
Successivamente, Heinichen si spostò a Roma, dove incontrò il principe Leopoldo di Anhalt-Köthen (musicista dilettante), a cui diede qualche lezione.
Poco prima del 1713 ritornò a Venezia, dove seppe che la causa riguardante il teatro Sant'Angelo era andata a buon fine, e che avrebbe ricevuto 1600 ducati di risarcimento.
Durante il periodo di carnevale del 1713 vennero interpretate (sempre nello stesso teatro) due sue opere: Mario e Le passioni per troppo amore, che riscossero un successo clamoroso.
Ciò è da attribuirsi alla rapidità con cui il compositore aveva assimilato lo stile italiano, grazie al contatto con personalità musicali come Pollaroli, Antonio Lotti, Gasparini e, forse, anche Antonio Vivaldi.
In questo periodo Heinichen compose almeno un concerto, oltre all'oratorio La Pace di Kamberga (Seibel 19), numerose cantate ed una serenata.
Il 17 ottobre 1716 venne eseguita una sua cantata per celebrare il compleanno del principe erede al trono Augusto III di Polonia, a quel tempo in Italia per compiere il suo Grand Tour.
Una cronaca dell'epoca riporta che la rappresentazione venne data sul Canal Grande, nel punto ove si affacciava la residenza di un commerciante.
Una grande folla si era radunata sul ponte e lungo il canale. Tuttavia, quando i campanili iniziarono a suonare contemporaneamente (impedendo al pubblico di sentire bene la musica) tutti iniziarono a lamentarsi facendo un gran baccano. La signora Angioletta Bianchi, nobildonna che aveva aiutato Heinichen a farsi conoscere dal giovane principe, chiese loro di tacere, per permettere il procedere dell'esecuzione.
L'aria iniziale, interrotta a causa dell'imprevisto e pertanto ripetuta, venne acclamata dagli spettatori, così come il resto della composizione.
Il giovane erede al trono, impressionato dalla musica di Heinichen, lo assunse come Kapellmeister a Dresda, presso la corte di suo padre: Augusto II di Sassonia.
Il musicista rimase a Venezia fino alla fine di quell'anno, e all'inizio del 1717 si trasferì nella città tedesca insieme al giovane Augusto. All'epoca si riteneva un artista all'avanguardia, come si evince da una sua lettera a Mattheson.

### Dresda
In seguito al matrimonio del principe con Maria Giuseppa d'Austria, la musica di Heinichen ebbe un ruolo importante nelle celebrazioni che si tennero a Dresda.
Il 10 settembre 1717 venne rappresentata la sua serenata La gara degli dei, il 18 settembre fu il turno della sua opera Diana sull'Elba (eseguita su un'imbarcazione a forma di conchiglia).
Ad ottobre, visto che i festeggiamenti si erano prolungati, venne suonata la Serenata di Moritzburg.
Tutti questi lavori per le nozze del principe fecero sì che il padre di quest'ultimo, Augusto II di Polonia detto “il Forte”, aumentasse lo stipendio di Heinichen di ben trecento talleri.
L'unico melodramma composto per l'Opera di Dresda fu Flavio Crispo (1720), che rimase incompleto a causa della diatriba che il compositore ebbe con i solisti Berselli e Senesino.
A causa di questo litigio, Augusto il Forte fece chiudere l'Opera.
Così, a causa di questa decisione, Heinichen dedicò il resto della sua carriera alla composizione di cantate e musica sacra per la chiesa cattolica di corte. Nei suoi ultimi anni, a causa della malattia che lo affliggeva, dovette essere aiutato dal suo amico Jan Dismas Zelenka nello svolgimento delle sue mansioni compositive.
La musica della tradizione cattolica, ancora legata a modelli conservatori, divenne attraverso il lavoro di Heinichen oggetto di sperimentazione del brillante stile concertistico italiano (quello, ad esempio, di Antonio Caldara e Antonio Vivaldi).
Nel 1721 il compositore si sposò a Weissenfels.
La nascita del suo unico figlio è indicata nei registri nel gennaio del 1723.
Si sa che in questo periodo fu maestro di Johann Georg Pisendel e Johann Joachim Quantz, ma non si conosce molto di questa parte della sua vita.
Nel 1728 pubblicò a sue spese il trattato sul basso continuo del 1711, ora riscritto interamente e intitolato: Der General Bass in der Composition.
Nei suoi ultimi anni soffrì di cattiva salute. Morì di tubercolosi, e venne sepolto a mezzogiorno del 16 luglio 1729.

## Oblio e riscoperta postuma
I concerti scritti a Dresda e la sua musica sacra sono stati riscoperti e rieseguiti principalmente da Musica Antiqua Köln.
Nonostante ciò, i suoi lavori profani restano sconosciuti presso il grande pubblico.
Come sostenuto dal curatore dell'edizione moderna dei suoi lavori (Michael Walter), ciò è dovuto a molteplici cause, tra le quali il fatto che le sue composizioni non furono mai pubblicate.
Anche il danneggiamento da parte dell'acqua dei manoscritti, e la diffusa convinzione che si trattasse di brani di opinabile valore artistico, hanno contribuito all'oblio della produzione musicale di questo autore.

## Catalogo delle composizioni
Il catalogo delle opere di Heinichen venne pubblicato nel 1913 da G. Seibel. Tuttavia non è completo: un catalogo successivo venne pubblicato successivamente da Günther Hausswald, e non mancano discrepanze tra le due versioni.